# Рај (Арканзас)
Рај (енгл. Rye) насељено је место без административног статуса у америчкој савезној држави Арканзас.

## Демографија
По попису из 2010. године број становника је 146.
| Група             | 2000.    | 2010.       |
| Белци             | 0 (0,0%) | 134 (91,8%) |
| Афроамериканци    | 0 (0,0%) | 0 (0,0%)    |
| Азијати           | 0 (0,0%) | 0 (0,0%)    |
| Хиспаноамериканци | 0 (0,0%) | 10 (6,8%)   |
| Укупно            | 0        | 146         |